# Zebrzydowscy herbu Radwan

Zebrzydowscy herbu Radwan

Zebrzydowscy – polska rodzina szlachecka, herbu Radwan, sławna od nazwanego ich imieniem rokoszu Zebrzydowskiego. Okres jej znaczenia w historii Polski to druga połowa XVI i pierwsza połowa XVII wieku.
Ich rodzinnym gniazdem były Zebrzydowice w Małopolsce.

## Znani członkowie
- Andrzej Zebrzydowski (1496–1560) – biskup krakowski
- Bartłomiej Zebrzydowski (?-?) -  kasztelan brzeski, woj. inowrocławski i brzeski
- Franciszek Florian Zebrzydowski (1615 - 1650) – kasztelan lubelski
- Florian Zebrzydowski (? - zm. 1562) – hetman polny koronny
- Jan Zebrzydowski (1583 - 1641) – miecznik koronny
- Józef Bernard Zebrzydowski (1642-1710), kanonik krakowski
- Kasper Zebrzydowski (?- 1584) – wojewoda kaliski
- Kasper Zebrzydowski (1592–1649) – kasztelan kaliski
- Michał Zebrzydowski (1613 - 1667) – wojewoda krakowski, ostatni przedstawiciel rodu
- Mikołaj Zebrzydowski (1553 - 1620) – marszałek wielki koronny
- Mikołaj Zebrzydowski (1494 - 1568) - starosta raciąski